# Mesyatsia nigra
Mesyatsia nigra är en bäcksländeart som beskrevs av Peter Zwick 1980. Mesyatsia nigra ingår i släktet Mesyatsia och familjen vingbandbäcksländor. Inga underarter finns listade i Catalogue of Life.